# Сокільська сільська рада (Рожищенський район)
Сокільська сільська рада — адміністративно-територіальна одиниця та орган місцевого самоврядування у Рожищенському районі Волинської області з адміністративним центром у с. Сокіл.

## Загальні відомості
Водойми на території, підпорядкованій даній раді: річки Стир, Лютиця, озеро Кругле.

## Населені пункти
Сільській раді підпорядковані населені пункти:
- с. Сокіл
- с. Духче

## Склад ради
Рада складається з 17 депутатів та голови.

## Населення
Згідно з переписом УРСР 1989 року чисельність наявного населення сільської ради становила 1539 осіб, з яких 728 чоловіків та 811 жінок.
За переписом населення України 2001 року в сільській раді мешкали 1442 особи.

### Мова
Розподіл населення за рідною мовою за даними перепису 2001 року:
| Мова       | Відсоток |
| ---------- | -------- |
| українська | 99,24 %  |
| російська  | 0,76 %   |